# SMS Von der Tann
Фон дер Танн (нем. Großer Kreuzer S.M.S. Von der Tann) — первый линейный крейсер ВМС Германской империи эпохи Первой мировой войны. Назван в честь баварского военачальника XIX века Людвига фон дер Танна.
Стал ответом на британские линейные крейсера типа «Инвинсибл». Так же как и «Инвинсибл», был оснащён паротурбинной силовой установкой и имел высокую скорость хода. Германский крейсер традиционно был вооружён орудиями чуть меньшего калибра — 280-мм против 305-мм, но это компенсировалось большей начальной скоростью и лучшим качеством немецких снарядов.
По сравнению с британскими крейсерами имел значительно лучшее бронирование (борт 250 мм против 152 мм) и более совершенную систему противоторпедной защиты. Платой за это стал рост водоизмещения. Если британский крейсер был меньше линкора «Дредноут», то «Фон дер Танн» получился крупнее современного ему линкора «Нассау».
Но за счёт лучшего бронирования специалистами признаётся, что «Фон дер Танн» по своим боевым качествам превосходит все британские линейные крейсера с 305-мм орудиями. Это было подтверждено результатами Ютландского сражения, когда в дуэли с «Индефэтигеблом» германский крейсер в течение 15 минут пустил на дно своего визави.

## Предпосылки создания
В начале XX-го века кораблями основных боевых классов (англ. capital ships) во флотах ведущих мировых держав считались броненосцы и броненосные крейсера. В официальной германской классификации броненосному крейсеру приблизительно соответствовал «большой крейсер» (нем. Großer Kreuzer). Амбиции Германской империи требовали создания сильного флота, и между Германией и имевшей флот № 1 Великобританией разгорелось военно-морское соперничество. По «закону о флоте» (нем. Flottengesetze) и ряду поправок к нему, германский флот должен был состоять из 20 «больших» крейсеров, и поэтому приблизительно каждый год закладывалось по одному новому крейсеру. Развитие британских броненосных и германских «больших» крейсеров в конечном счёте привело к появлению нового класса крейсеров — линейных.
Но создание германского линейного крейсера шло отличным от Великобритании путём. По сравнению с предшествующими броненосными крейсерами типа «Минотавр» британские линейные крейсера типа «Инвинсибл» стали революционным шагом вперёд. Благодаря увеличению калибра орудий с 234 мм до 305 мм, увеличению количества орудий главного калибра с 4 до 8, отказу от промежуточного калибра и использованию паровой турбины боевые возможности нового крейсера возросли многократно. В германском же флоте чётко прослеживалась линия эволюционного развития. От корабля к кораблю шёл постоянный рост водоизмещения — «Йорк» имел водоизмещение 9530 т, «Шарнхорст» — 11 600 т, водоизмещение новейшего броненосного крейсера программы 1906 года, будущего «Блюхера», достигло 15 840 тонн. При этом его вооружение хоть и состояло из двенадцати орудий единого главного калибра, расположенных по гексагональной схеме, но это были орудия калибром всего 210 мм. По сравнению с другими броненосными крейсерами того времени, вооружёнными 234-мм орудиями, он смотрелся вполне на уровне. Но в сравнении с вооружённым 305-мм орудиями «Инвинсиблом» проигрывал по всем статьям. К тому же «Блюхер» был оснащён паровой машиной и хотя и считался самым быстрым кораблём с таким типом силовой установки, но по скорости всё же уступал британскому сопернику, оснащённому паровыми турбинами.
Поэтому, когда от германского атташе в Лондоне поступили сведения о тактико-технических характеристиках нового британского крейсера, стало понятно, что «Блюхер» серьёзно ему проигрывает и что его защита явно не адекватна 305-мм британским орудиям. Но работы по проекту «Блюхера» были уже в завершающей стадии, и вносить в него изменения было уже поздно. Поэтому было решено, что «Блюхер» будет достраиваться по исходному проекту, а ответом британцам будет уже крейсер 1907 бюджетного года, получивший строительный индекс F.
Одним из принципиальных отличий стала концепция применения. Британский крейсер создавался именно для крейсерских функций — в первую очередь для борьбы с крейсерами противника как при действиях совместно с эскадрой линкоров, так и на коммуникациях. Участие в линейном бою основных сил флотов для него не предусматривалось, и участие в нём ограничивалось лишь окружением противника и добиванием отставших кораблей.
В германском флоте крейсерам отводилась и другая роль. Ещё в январе 1904 года кайзер Вильгельм II заявил, что так как по количеству единиц германский линейный флот уступает британскому, германские большие крейсера должны быть способны участвовать в линейном бою в одной линии с линкорами. И хотя военно-морской министр, гроссадмирал Тирпиц, был противником такого использования, настаивая на чисто крейсерских функциях, требование участия в линейном бою учитывалось при проработке проекта нового крейсера.
Разработка проекта крейсера F шла с августа 1906 по июнь 1907 года. Рассматривалось множество вариантов, в том числе с вооружением из 305 и 343-мм орудий. Однако при наличии финансовых ограничений, для соблюдения баланса скорости, вооружения и защиты, было решено остановиться на орудиях калибра 280-мм. Тем более, что этот же калибр был выбран для германских дредноутов «Нассау». Не последнюю роль здесь сыграло и мнение Тирпица о превалировании крейсерских функций. 280-мм орудия он считал достаточными для этой роли. Для обеспечения высокой максимальной скорости хода крейсер был впервые в германском флоте оснащён паровыми турбинами. 22 июня 1907 года кайзер утвердил заказ на строительство крейсера F, будущего «Фон дер Танна».

## Конструкция

### Корпус, надстройки, мореходность, управляемость и экипаж
Нормальное водоизмещение «Фон дер Танна» составило 19 370 т, полное — 21 300 т. Крейсер имел корпус с полубаком, занимавшим приблизительно треть длины корабля. Длина корпуса между перпендикулярами составляла 171,5 м, ширина — 26,6 м, максимальная ширина по укладке противоторпедной сети — 27,17 м. В полном грузу осадка носом равнялась 8,91 м, кормой — 9,17 м. Высота корпуса на миделе — 13,28 м. При нормальном водоизмещении высота надводного борта в носу составляла 8,1 м, в корме — 5,8 м. Увеличению осадки на 1 см соответствовало увеличение водоизмещения на 30,58 т.
Обводы корпуса «Фон дер Танна» почти повторяли обводы «Блюхера». По сравнению с «Блюхером» длина и ширина «Фон дер Танна» были увеличены соответственно возросшему водоизмещению, но при этом осадка почти не изменилась.
Корпус крейсера разделили водонепроницаемыми переборками на 15 основных отсеков. Двойное дно простиралось на 75 % длины корабля. Способ связей силовых конструкций корпуса — смешанный.
После постройки на крейсере была смонтирована система активного успокоения качки — цистерны Фрамма, содержащие 231 т воды. Вода мощными насосами перекачивалась между цистернами в противофазе качки. Это позволило уменьшить крен на волнении с 17° до 11°. Период бортовой качки составлял 11 секунд. Позже вместо цистерн Фрамма стали использовать скуловые кили, а ёмкости были использованы для хранения дополнительных 200 т топлива.
По проекту были заложены решётчатые мачты, но их уже в процессе постройки заменили на обычные трубчатые. После Ютландского сражения, когда «Дерфлингер» чуть не запутался в собственных противоторпедных сетях, со всех германских кораблей, в том числе и с «Фон дер Танна», были сняты противоторпедные сети.
Крейсер оснащался четырьмя винтами и двумя параллельными рулями, что обеспечивало хорошую маневренность и управляемость. Но поворотливость судна и управляемость на заднем ходу были неудовлетворительными. Потеря управляемости наступала при перекладке руля больше 60°, с возникновением крена в 8°. При нормальном водоизмещении метацентрическая высота составляла 2,11 м. Остойчивость была максимальной при крене в 30° и нулевой при 70°.
На «Фон дер Танне», так же как и на британском «Инвинсибле», был проведён эксперимент по изменению размещения кают офицеров. Вместо кормы их разместили на полубаке, считая, что так офицерам будет удобнее добираться до мест боевого дежурства. Но по результатам эксплуатации выяснилось, что такое решение было ошибочным, и больше ни на одном германском корабле такое расположение кают не использовалось. На крейсере располагались дополнительные помещения для размещения флагмана и его штаба.
По штатному расписанию мирного времени экипаж состоял из 923 человек, в том числе 41 офицера. При использовании в качестве флагмана экипаж достигал 999 человек, увеличиваясь на 14 офицеров и 62 человека нижних чинов. Во время войны экипаж увеличивался за счёт резервистов. Так, во время Ютландского сражения экипаж насчитывал 1174 человека.

### Бронирование
Бронирование жизненно важных частей корпуса выполнялось из крупповской цементированной брони. Общий вес бронирования достигал 33,3 % от нормального водоизмещения. Главный броневой пояс шёл от переднего края носовой башни до заднего края кормовой. Пояс имел постоянную толщину 250 мм на высоте 1,22 м, углубляясь под воду на 0,35 м. Дальше он постепенно утончался до 150 мм в 1,6 м ниже ватерлинии. Пояс располагался на подкладке тикового дерева толщиной 50 мм. В оконечностях он заканчивался 180-мм траверзами. В нос он продолжался 120-мм поясом, утончавшимся до 100 мм. В корме он шёл толщиной 120 мм и заканчивался в 3,5 метрах от кормы 100-мм переборкой. Дальше в корму шёл 100-мм пояс с нижней кромкой в 80 мм.
Над главным поясом в районе цитадели шёл верхний пояс толщиной 225 мм. Каземат орудий среднего калибра прикрывался 150-мм поясом. Между орудиями были установлены противоосколочные переборки толщиной 20 мм, а за орудиями — 20-мм противоосколочные экраны.
Лобовая и задняя плиты башен главного калибра имели толщину 230 мм, а стенки — 180 мм. Наклонная передняя часть крыши башни была толщиной 89 мм, а горизонтальная часть крыши — 60 мм. Настил башни имел толщину 50 мм. Барбеты башен с внутренним диаметром в 8100 мм имели толщину 200 мм. Носовая и кормовая башни имели наружную стенку толщиной 230 мм, а внутреннюю — 170 мм. Ниже главного броневого пояса толщина барбетов уменьшалась до 30 мм.
Носовая броневая рубка имела толщину стенок 250 мм, а крыши — 80 мм. У кормовой эти значения были 200 и 50 мм соответственно.
Горизонтальное бронирование состояло из двух броневых палуб. Та, что располагалась выше, предназначалась для взведения взрывателей и преждевременного разрыва снарядов, а нижняя — для улавливания осколков. Плоская часть бронированной палубы была расположена на уровне средней палубы за главным 250-мм броневым поясом со скосами толщиной 50 мм. В носовой части она была плоской (толщиной 50 мм) на уровне нижней палубы и располагалась ещё ниже в корме, где её толщина составляла 80 мм в плоской части с двумя 25-мм скосами. Главная палуба имела толщину 25 мм над главным поясом за пределами батареи. Верхняя палуба имела толщину 25 мм над батареей. Кроме этого, палуба полубака в районе носовых погребов имела толщину 23 мм.
Подводная защита была хорошо продуманной. По всей длине главного броневого пояса шла броневая противоторпедная переборка толщиной 25—30 мм. На миделе она отстояла от борта на 4 м. Между бортом и противоторпедной переборкой располагалась ещё одна переборка, делившая этот объём пополам. Внешняя часть отсека была пустой и выполняла при взрыве роль расширительной камеры, а внутренняя была заполнена углём, что обеспечивало дополнительную защиту.

### Вооружение
Вооружение корабля состояло из восьми 280-мм скорострельных орудий SK L/45 с длиной ствола 45 калибров в четырёх двухорудийных башнях. По одной башне стояло в носу и корме в диаметральной плоскости. Две башни размещались эшелонировано — побортно, со смещением друг относительно друга.
Нарезка была прогрессивной крутизны — от 45 калибров на оборот у казённой части до 30 у дульного среза. Отличительной особенностью германских орудий было использование клинового вертикально-скользящего затвора. Скорострельность достигала 3 выстрелов в минуту. Орудия комплектовались бронебойными и фугасными снарядами массой 302 кг. Заряд состоял из двух частей — основного и дополнительного зарядов. Для надёжной обтюрации при использовании клинового затвора основной заряд из 79 кг метательного вещества размещался в латунной гильзе. Дополнительный заряд весил 26 кг и размещался в шёлковом картузе. Это обеспечивало снарядам начальную скорость в 855 м/с.
Орудия размещались в башенных установках, имевших обозначение Drh. L.C./1907 (Drh. L. — сокращённое от Drehscheiben Lafette, вращающийся лафет, С — год принятия на вооружение). Обеспечивались углы склонения и возвышения от −8° до +20°. При максимальном угле возвышения в 20° обеспечивалась дальность стрельбы 18 900 м. В 1915 году был увеличен вес заряда, и максимальная дальность выросла до 20 400 м.
Бортовые башни могли стрелять на противоположный борт в секторе 125°, что в теории обеспечивало бортовой залп из восьми орудий, такой же как у «Нассау» с его 12 орудиями. У носовой башни оси орудий были расположены в 9,9 м от уреза воды, у остальных — 7,7 м. Все башни оснащались электрическими приводами вертикальной и горизонтальной наводки. Башня, перегрузочное отделение, подачная труба и нижний подъёмник были объединены в единую вращающую конструкцию. Расположение погребов различалось по башням. У кормовой башни снарядный погреб размещался над пороховым погребом, на остальных расположение было обратным. Общий боекомплект составлял 660 снарядов — по 165 на башню.
Каждая башня оснащались дальномером для индивидуального управления стрельбой. В июне 1915 года для главного и среднего калибра были установлены приборы центрального управления стрельбой для вертикального и горизонтального наведения орудий.
Средний калибр составляли десять 150-мм 45-калиберных орудий SK L/45 в установках MPL C/1906. Они располагались в бронированном каземате на средней палубе. Общий боекомплект составлял 1500 бронебойных и фугасных снарядов. Снаряды имели массу 45,3 кг и начальную скорость 835 м/с. Углы склонения/возвышения от −7° до +20°.
Вспомогательная артиллерия состояла из 16 скорострельных орудий калибра 88 мм с длиной ствола 45 калибров в установках MPL C/1906. Они размещалась в носовой и кормовой надстройках, на полубаке, а также в корме корабля. Их боекомплект составлял 3200 фугасных снарядов. В начале 1916 года четыре орудия в кормовой надстройке заменили двумя 88-мм зенитными орудиями в установках MPL C/1906 с углом возвышения 70°. В 1916 году были демонтированы 12 оставшихся не зенитных 88-мм орудий.
Торпедное вооружение состояло из четырёх подводных торпедных аппаратов калибра
450 мм — носового, кормового и двух бортовых аппаратов. Бортовые аппараты размещались перед барбетом носовой башни вне противоторпедной переборки. Общий боекомплект составлял 11 торпед.

### Энергетическая установка
Крейсер впервые в германском флоте получил паротурбинную силовую установку. Пар для неё вырабатывали 18 котлов немецкого военно-морского типа (Шульце-Торникрофта), расположенных в пяти отсеках. Каждый отсек разделялся переборкой в диаметральной плоскости на два отделения. В первых двух отделениях стояло по одному котлу. В следующих восьми — по два. Котлы были водотрубными, с тонкостенными трубками малого диаметра, работали на угольном отоплении. С 1916 года котлы были оборудованы форсунками для впрыска нефти. Они имели общую поверхность нагрева в 10 405 м² и обеспечивали давление пара в 16 кгс/см².
Турбины Парсонса имели прямой привод на валы. Машинные отделения занимали три отсека. Типичной особенностью установки Парсонса было то, что она требовала наличия четырёх валов. Комплект турбин одного борта состоял из турбин высокого давления с приводом на один вал и турбин низкого давления с приводом на второй вал. На «Фон дер Танне» диаметр ротора турбины высокого давления составлял 2100 мм, турбин низкого давления соответственно от 2920 до 2820 мм. Турбина высокого давления левого борта вращала внешний вал, а правого — внутренний. Все четыре винта были трёхлопастными и имели диаметр 3,6 м.
Номинальная проектная мощность на валах составляла 42 000 л. с. или 1,97 л. с./т водоизмещения, что при средней частоте вращения валов в 300 об/мин должно было обеспечить скорость в 24,8 узла. При испытаниях на Нейкругской мерной миле эти параметры крейсер значительно превзошёл. Силовая установка развила форсированную мощность 79 007 л. с., что при частоте вращения гребных валов в 324 об/мин позволило крейсеру развить скорость в 27,4 узла.
Нормальный запас угля составлял 1000 т, полный — 2600 т. В 1916 году запас топлива был увеличен на 200 т нефти для впрыска в котлы при форсировании. Дальность плавания крейсера «Фон дер Танн» достигала 4400 морских миль при скорости 14 узлов или 2500 морских миль при скорости 22,5 узла. Расход топлива составлял от 0,64 до 1,15 кг/л. с. в час в зависимости от режима хода.
Электроэнергию кораблю обеспечивали шесть турбогенераторов общей мощностью 1200 кВт, напряжением 225 вольт.

## История строительства
Корабль строился по кораблестроительной программе 1907 года на судоверфи «Блом унд Фосс» (Гамбург) под индексом «F» (строительный номер — 198). Киль корабля был заложен 21 марта 1908 года. Германские корабли традиционно получали имя при спуске на воду. Крейсер решено было назвать «Фон дер Танн» в честь Людвига фон дер Танна-Расзамхаузена — баварского генерала, командира пехотного корпуса и начальника штаба шлезвиг-гольштейнской армии во время освободительной войны 1848—1850 годов. Позже, во время франко-прусской войны, он командовал 1-м баварским пехотным корпусом.
20 марта 1909 года был произведён обряд крещения, и крейсер спущен на воду. Обряд крещения был произведён командиром 3-го баварского пехотного корпуса Луитпольдом фон дер Танном-Расзамхаузеном, племянником Людвига. «Фон дер Танн» после завершения шестимесячных испытаний ввели в состав флота 19 февраля 1911 года. Стоимость постройки корабля составила 36 523 000 марок или 18 262 000 рублей золотом.

## Служба

### Командиры
Кораблём командовали:
- капитан цур зее[прим. 3] Мишке (сентябрь 1910 года — сентябрь 1912 года);
- капитан цур зее Ган (сентябрь 1912 года — февраль 1916 года);
- капитан цур зее Ценкер (февраль 1916 года — апрель 1917 года);
- капитан цур зее Момзен (апрель 1917 года — июль 1918 года);
- капитан цур зее Фельдман (июль 1918 года — декабрь 1918 года);
- капитан-лейтенант Волланке (в период интернирования).

### Служба до войны
После испытаний 20 февраля 1911 года крейсер вышел из Киля в поход в Южную Америку. Встретившись в Рио-де-Жанейро с крейсером «Бремен», «Фон дер Танн» пробыл здесь с 14 по 23 марта 1911 года. За это время его посетил президент Бразилии. После этого он отправился в Аргентину, где 30 марта 1911 года группа офицеров во главе командиром крейсера Мишке посетила Буэнос-Айрес. На обратном пути на родину между островом Тенериф и Гельголандом крейсер прошёл 1913 миль со средней скоростью 24 узла.
6 мая крейсер вернулся в Вильгельмсхафен и 8 мая был зачислен в состав 1-й разведывательной группы, взамен ушедшего в Восточную Азию «Гнейзенау». В июне 1911 года «Фон дер Танн» из Виссингена доставил в Англию на коронацию английского короля Георга V немецкого кронпринца Вильгельма и кронпринцессу Сессиле. Во время визита, длившегося с 20 по 29 июня, он участвовал в параде на Спитхедском рейде.
В начале августа 1911 года он официально вошёл в состав флота и с 28 сентября 1912 года стал флагманским кораблём командующего 1-й разведывательной группой вице-адмирала Бахмана. На время текущего ремонта «Фон дер Танна» с 13 марта по 3 апреля 1912 года Бахман перенёс свой флаг на броненосный крейсер «Йорк», а на «Фон дер Танне» временно держал свой флаг 2-й флагман контр-адмирал Хиппер.
23 июня 1912 года «Фон дер Танн» ушёл для ремонта машин в Вильгельмсхафен, и Бахман вынужден был перенести свой флаг сначала на лёгкий крейсер «Кольберг», а затем на новый линейный крейсер «Мольтке». Какое-то время «Фон дер Танн» был рядовым кораблём 1-й группы.
1 октября 1912 года в 1-й разведывательной группе была создана должность 3-го флагмана. Эту должность занял капитан 1-го ранга Функе, поднявший свой флаг на «Фон дер Танне». 1 октября 1913 года Функе, к тому времени ставший контр-адмиралом, получил должность 2-го флагмана, оставив свой флаг на крейсере.
1 марта 1914 года Функе был назначен временным командующим 3-й эскадры линкоров, и на «Фон дер Танне» поднял свой флаг 3-й флагман контр-адмирал Тапкен.

### Начало Первой мировой войны
С началом боевых действий на 1-ю разведывательную группу была возложена задача охранения Немецкой бухты, начальником охранения которой стал контр-адмирал Тапкен. Вместе с лёгкими крейсерами «Майнц», «Штральзунд» и 6-й флотилией миноносцев «Фон дер Танн» вошёл в резерв боевого охранения на линии Вангерооге — Гельголанд — Эйдер. 31 июля 1914 года «Фон дер Танн» участвовал в составе флота в первом боевом выходе.
28 августа 1914 года, после боя у Гельголанда, «Фон дер Танн» вышел на помощь терпящим бедствие своим лёгким крейсерам. Но к тому моменту британские линейные крейсера уже ушли. С осени 1914 года германские линейные крейсера начали обстрелы британского побережья, к которым подключился и «Фон дер Танн».
С 2 по 3 ноября «Фон дер Танн» вместе с другими кораблями 1-й разведывательной группы обстреливал Ярмут, а 15—16 декабря Скарборо и Уитби. 6 декабря командир «Фон дер Танна» предложил использовать свой крейсер в качестве рейдера в северной Атлантике, но это предложение было отклонено. С 25 декабря 1914 года должность 3-го флагмана была упразднена, и «Фон дер Танн» стал рядовым кораблём 1-й группы. 24 января 1-я разведывательная группа вступила в боевое соприкосновение с британскими линейными крейсерами у Доггер-банки. Но «Фон дер Танн» не принял в этом бою участие, так как находился на ремонте.
В августе 1915 года «Фон дер Танн» в составе 1-й разведывательной группы принял участие в попытке германского флота прорваться в Рижский залив. 1-я разведывательная группа должна была подавить береговые батареи на острове Утэ 10 августа 1915 года. Для этого был выделен лёгкий крейсер «Кольберг», но он отвлёкся на преследование появившихся русских эсминцев, и для обстрела был направлен «Фон дер Танн». Он открыл огонь в 5:56, сначала обстреляв с дистанции в 15 000 м стоявший за Утэ русский крейсер «Громобой», вынужденный удалиться. Затем, когда в бой вступили береговые батареи, в 6:01 «Фон дер Танн» начал с ними перестрелку. Береговые батареи были вооружены лишь орудиями среднего и малого калибров, поэтому были быстро подавлены. Лишь один 152-мм снаряд попал крейсеру в трубу, причинив незначительные повреждения.
В 6:18 огонь был прекращён, так как боевая задача была выполнена, и появилась опасность атаки подводной лодки. С миноносцев и линейного крейсера «Зейдлиц» докладывали о перископах. В этом районе находились русские подводные лодки «Кайман», «Крокодил». 19 августа британская подводная лодка торпедировала линейный крейсер «Мольтке», и 21 августа 1915 года операция Флота открытого моря в Рижском заливе была прервана.
После возвращения с Балтики «Фон дер Танн» вместе с другими крейсерами 1-й разведывательной группы продолжил операции в Северном море и набеги на побережье Англии. 11—12 сентября 1915 года линейные крейсера прикрывали минную постановку в районе банки Терхшелинг. 23—24 октября 1915 года был осуществлён боевой поход флота до широты Эйсберга. 3—4 февраля «Фон дер Танн» прикрывал возвращение рейдера «Мёве». С 5 по 7 марта 1915 года 1-я разведывательная группа обстреляла английский Хуфден, а 24—25 апреля — Лоустофт и Ярмут. Учитывая налаженную британцами систему радиоперехвата, рано или поздно эти набеги должны были вылиться в столкновение британского и германского флотов. И оно состоялось 31 мая 1916 года.

### Ютландское сражение
В Ютландском сражении «Фон дер Танн» находился под командованием капитана 1-го ранга Ценкера, сменившего на этом посту капитана 1-го ранга Гана ещё в феврале 1916 года. Линейные крейсера 1-й разведывательной группы под командованием Хиппера составляли авангард Флота открытого моря. «Фон дер Танн» замыкал строй, идя пятым после «Лютцова», «Дерфлингера», «Зейдлица» и «Мольтке». Немцы предполагали, что на перехват группы Хиппера будет направлена часть британского флота. Задачей авангарда было выманить британские корабли и вывести их на идущие следом основные силы под командование Шеера. Немцы не знали, что в море находился весь Гранд Флит с подобной же задачей. В итоге сражение вылилось в четыре основные фазы — «бег на юг», когда британский авангард под командованием Битти преследовал эскадру Хиппера, затем «бег на север», когда весь Флот открытого моря занимался погоней за британским авангардом, и в завершение состоялись дневные и ночные бои основных сил флотов.
В 15:10 лёгкие силы противников обнаружили друг друга и вступили в бой. В 16:30 в бой вступили линейные крейсера. Хиппер решил дать бой на отходе. Его крейсера легли на курс к своим основным силам. Их преследовали шесть линейных крейсеров Битти и отставшая от линейных крейсеров 5-я эскадра в составе четырёх быстроходных линкоров типа «Куин Элизабет».
Крейсера противников открыли огонь в 16:48. «Фон дер Танн» вёл перестрелку с британским линейным крейсером «Индефэтигебл». Дистанция в этой части боя составляла 14 600 — 12 300 метров. «Фон дер Танн» вёл огонь из 280-мм и 150-мм орудий. В 17:02 три 280-мм снаряда попали в «Индефэтигебл» в район грот-мачты. Он вывалился из строя вправо, с заметным креном на левый борт. Очевидно, на нём вышло из строя рулевое управление. Затем в него попало ещё два 280-мм снаряда в район носовой части — один снаряд в корпус и один в район носовой башни главного калибра. После этого произошёл взрыв носовых погребов боезапаса. Над носовой частью «Индефэтигебла» взвился огромный столб пламени, и всё заволокло дымом. Когда дым рассеялся, на поверхности британского крейсера уже не было. Из его экипажа спаслись всего два человека. За это время «Фон дер Танн» выпустил 52 280-мм снаряда, добившись 9,6 % попаданий. Из примерно 40 снарядов, выпущенных «Индефэтигеблом», ни один не попал.
В 17:05 огонь был перенесён на ставший концевым в британской колонне «Нью Зиленд». Тот в свою очередь прекратил обстреливать «Мольтке» и вступил в перестрелку с «Фон дер Танном». А ещё через несколько минут ситуация для «Фон дер Танна» кардинально ухудшилась. Во-первых, по ошибке вместо «Мольтке» его начал обстреливать «Тайгер». Во-вторых, к месту событий подтянулась 5-я британская эскадра Эвана-Томаса, и линкоры вооруженные 381-мм орудиями начинали свою пристрелку по германским крейсерам с «Фон дер Танна», по мере сближения перенося огонь на более дальние германские корабли.
В 17:18 «Фон дер Танн» перенёс свой огонь на головной в колонне 5-й эскадры «Бархэм». Но ещё до этого, в 17:09 он получил первое повреждение. 381-мм снаряд с «Бархэма» с дистанции 93 каб (17 300 м) попал в корабль в 8,5 метрах от кормы на уровне средней палубы в 0,9 метра над проектной и, вероятно, чуть ниже фактической ватерлинии. Он ударил в кормовую бортовую броню в стык между 80-мм верхним и 100-мм нижним рядом плит.
За это время «Фон дер Танн» сделал по «Бархэму» 34 выстрела, добившись в 17:23 одного попадания в броневой пояс ниже ватерлинии, не причинившего никакого вреда. В 17:24 огонь снова был перенесён на «Нью Зиленд». В 17:26 он добился попадания в «Нью Зиленд». Снаряд ударил в 178-мм броню барбета `X' примерно на 0,3-0,4 метра выше верхней палубы и разорвался снаружи барбета. Больших повреждений он не нанес, хотя башня на короткое время была заклинена осколками, попавшими на роликовые погоны.
В 17:35 280-мм орудия правой бортовой башни перегрелись и перестали накатываться, эта проблема была решена только в 20:30. «Фон дер Танн» теперь мог вести огонь только из одной левой бортовой башни. Та же проблема возникла и у правого орудия левой бортовой башни. К этому времени крейсера Битти, отклонившись в сторону, вышли из зоны действия орудий «Фон дер Танна», и огонь единственного орудия вёлся по «Малайе» из состава 5-й эскадры.
В районе 17:50 британские эсминцы вышли в торпедную атаку, и «Фон дер Танну» пришлось уклоняться от двух торпед, выпущенных HMS Nerissa. «Лютцов» и «Дерфлингер» также избежали попаданий, но «Зейдлицу» повезло меньше — в 17:57 он получил торпедное попадание.
К этому моменту Хиппер вывел эскадру Битти на основные силы германского Флота открытого моря. Теперь уже Битти вынужден был разворачиваться и спасаться бегством. Линейные крейсера Битти, преследуемые Хиппером, довольно быстро вышли из зоны действия германские артиллерии. 5-я британская эскадра прозевала поворот и оказалась под огнём германских линкоров. Однако, избежав фатальных повреждений, она развернулась и повела за собой германские корабли на встречу с Гранд Флитом. Начался «Бег на север».
5-я британская эскадра при повороте попала под сосредоточенный обстрел германской 3-й дивизии линкоров и хотя и получила попадания 11 305-мм и двумя 280-мм снарядами, но избежала фатальных повреждений. Линейные крейсера Битти шли на скорости порядка 25 узлов и в результате ряда манёвров к 8:10 вышли из зоны действия огня от преследовавших их крейсеров Хиппера. К этому времени полученные повреждения, усталость кочегаров и зашлакование топок не позволяли германским линейным крейсерам развивать скорость более 23 узлов. Германские линкоры даже при форсировании машин не могли выдать больше 22—23 узлов. Правда, эскадра Эвана-Томаса хотя и шла почти 25-узловым ходом, не могла оторваться, так как шла сначала по дуге, а потом сходящимися с германскими кораблями курсами.
Но несмотря на невыгодное положение, четвёрка британских линкоров показала все преимущества хорошего бронирования и мощного вооружения вкупе с хорошим управлением стрельбой. Бой вёлся на предельных дистанциях, и в фазе погони редкие попадания германских кораблей не наносили сильных повреждений. При этом британские линкоры на этих дистанциях вели прекрасную стрельбу и нанесли ряд тяжёлых повреждений германским линкорам и крейсерам. По линейным крейсерам вели огонь «Бархэм» и «Вэлиант». К счастью для «Фон дер Танна», огонь британских линкоров сосредоточился на головных кораблях германской колонны — «Лютцов», «Дерфлингер» и «Зейдлиц» получили 13 попаданий 381-мм снарядами.
С 18:00 «Фон дер Танн» вёл огонь из единственного уцелевшего орудия по «Малайе». На короткое время было починено второе орудие правой башни, и огонь вёлся из двух орудий. Всего было сделано 10 залпов по «Малайе» и ещё шесть по эсминцам. Но в 18:15 последняя башня вышла из строя, и крейсер остался только с 150-мм орудиями. Тем не менее он остался в линии, продолжая вести огонь по целям, находящимся в зоне действия его орудий.
К 19:15 Флот открытого моря вышел на главные силы Гранд-Флита, и в сумерках и ночью произошёл ряд боёв. В 19:19 «Фон дер Танн» получил четвёртое попадание — 381-мм снарядом с «Ривенджа». Снаряд попал в заднюю боевую рубку и убил и ранил всех находящихся в рубке, разрушил вентиляционные шахты правого переднего машинного отделения, в результате чего оно наполнилось дымом и газами. В 19:30 удалось ввести в действие кормовую башню, правда, так как механизмы вращения башни вышли из строя, это приходилось осуществлять вручную. В 20:30 ввели в действие правую бортовую башню, а в 21:00 снова заработала и левая. Но «Фон дер Танну» больше не удалось добиться ни одного попадания, поскольку на тёмной стороне горизонта он уже просто не видел целей.
Всего за время боя «Фон дер Танн» израсходовал 170 280-мм и 98 150-мм снарядов. Последние были выпущены в основном по эсминцам. К концу дня крейсер уже с трудом давал 18 узлов. Потери экипажа «Фон дер Танна» составили 11 человек убитыми и 35 ранеными.

### Окончание войны и судьба
Ремонт крейсер проходил на государственной верфи в Вильгельмсхафене со 2 июня по 29 июля 1916 года. Но при стрельбе носовая башня постоянно выходила из строя, поэтому фактически в боевую готовность он был приведён лишь ко 2 августа 1917 года. За это время он принимал участие в боевых походах флота 18—19 августа и 25—26 сентября 1916 года. Летом 1916 года боеготовыми оставались лишь линейные крейсера «Фон дер Танн» и «Мольтке», поэтому временно в состав 1-й разведывательной группы были включены дредноуты «Байерн», «Маркграф» и «Гроссер Курфюрст».
С 15 октября 1916 года «Фон дер Танн» стал флагманским кораблём контр-адмирала Бедикера — 2-го флагмана 1-й разведывательной группы. «Фон дер Танн» участвовал также в боевых выходах флота 18—19 октября, 23—24 октября 1916 года и 23—24 марта 1917 года. За это время произошли две крупные аварии с турбинами. Поэтому с 13 ноября по 29 декабря 1916 года и с 31 мая по 22 июня 1917 года он находился в ремонте.
21 января 1918 года Бедикера на посту 2-го флагмана сменил контр-адмирал Рейтер. Под его флагом «Фон дер Танн» принял участие в выходах флота 23—24 апреля 1918 года и 8—9 июня 1918 года. 11 августа Хиппер был назначен командующим Флота открытого моря, и Рейтер принял на себя командование 1-й разведывательной группой. 2-й флагман не назначался, и его обязанности исполнял командир «Фон дер Танна» Фельдман. Конец войны крейсер встретил на рейде Шиллинг, полностью готовый к боевым действиям.
Согласно условиям перемирия, «Фон дер Танн» подлежал интернированию. 19 ноября 1918 года он в составе эскадры передаваемых для интернирования кораблей немецкого военно-морского флота прибыл в британскую базу в заливе Ферт-оф-Форт. А 24 ноября 1918 года германские корабли перешли в Скапа-Флоу на Оркнейских островах. «Фон дер Танн» находился на якорной стоянке восточнее острова Кава.
Командовал германскими кораблями контр-адмирал Людвиг фон Рейтер. Он опасался передачи кораблей союзникам, поэтому они были тайно подготовлены к затоплению. 21 июня 1919 года поступил приказ Рейтера, и на дно Скапа-Флоу легли 10 линкоров, 5 линейных крейсеров, 5 лёгких крейсеров и 32 миноносца. «Фон дер Танн» лёг на дно килем вверх.
Комиссия Адмиралтейства, обследовавшая затонувшие корабли, пришла к выводу, что поднять их не представляется возможным. На то время просто не существовало надёжных способов подъёма со дна столь больших кораблей и судов. А так как они не мешали судоходству, было принято решение оставить их лежащими на дне. Но в 1924 году лежащие на дне корабли выкупил продавец металлолома Эрнест Кокс. Организованная им компания опытным путём разрабатывала технологии подъёма судов. К тому моменту, когда приступили к работам над «Фон дер Танном», уже были подняты «Мольтке», «Зейдлиц», «Кайзер», «Гинденбург» и отработаны все операции.
Корабль поднимался со дна днищем вверх. Так как дальше в таком же положении он буксировался и устанавливался в док, выступающие части — мачты, трубы, надстройки, башни главного калибра — срезались газовыми резаками или подрывными зарядами. Перед подъёмом водолазами законопачивались все отверстия и подводились трубы от воздушных насосов. В ряде отсеков делались шлюзы для захода внутрь корпуса людей. Для изготовления шлюза использовались старые паровые котлы, привариваемые к корпусу. От котла к поверхности шла труба, по которой спускались внутрь корпуса люди. Сначала внутрь корпуса начинал подаваться сжатый воздух в объёме, недостаточном для всплытия корпуса. Внутрь через шлюзы заходили люди и герметизировали водонепроницаемые переборки, чтобы избежать перетекания воздуха и воды между отсеками. Так обеспечивалась устойчивость корабля при всплытии. После этого нагнетающие воздух насосы включались на полную мощность, и корабль поднимался на поверхность.
«Фон дер Танн» лежал на глубине 27 метров кверху днищем с креном 17° на правый борт. Работы по его подъёму начались ещё до буксировки к месту разделки только что поднятого «Гинденбурга». Не обошлось и без трудностей. Во-первых, трубы к шлюзам были очень большой длины. А во-вторых, при начале откачки воздуха из отсеков крейсера потянуло невероятным зловонием от разлагающихся водорослей и морских организмов. Его пытались выветрить прокачкой воздуха, но это не помогло. При работе с ацетиленовыми горелками внутри корпуса периодически возникали небольшие пожары и взрывы скопившихся горючих газов. Поэтому отсеки обработали специальным химическим составом. Запах от него был чуть ли не хуже, но это должно было предотвратить образование газов. В результате и это мало помогло. При герметизации последнего отсека произошёл сильный взрыв накопившихся продуктов разложения. Помощника Кокса Маккензи выбросило из отсека, при этом он ударился головой о крышку люка. Его подобрали плавающим в воде вниз головой. Ещё трёх человек пришлось вызволять из набравшего воду отсека, разрезая автогеном корпус. В конце ноября 1930 года «Фон дер Танн» был поднят на поверхность и 5 февраля 1931 года отбуксирован в Лайнесс для разделки на металл.

## Оценка проекта
«Фон дер Танн» стал ответом на британский «Инвинсибл». Оба корабля на голову превосходили броненосные крейсера того времени и стали представителями нового класса — линейных крейсеров. Основные различия в конструкции британского и немецкого крейсеров обусловлены различием в концепции применения. «Инвинсибл» изначально планировался в первую очередь для выполнения крейсерских функций — ведения разведки при эскадре и борьбы с крейсерами противника. Проектирование боевого корабля всегда представляет собой поиск компромисса между уровнем вооружения, бронирования и скоростью. Профессор Массачусетской школы кораблестроения в США Ховгард в 1905 году предсказал, что эскадренный крейсер для выполнения своих задач должен иметь вооружение и бронирование как у броненосца, а скорость у него должна быть выше. Это однозначно приводило к выводу о том, что его водоизмещение должно быть выше. Первый британский крейсер был ограничен по водоизмещению. Его создатель лорд Фишер считал необходимым наличие сильного вооружения и высокой скорости для выполнения крейсерских функций, а потому бронированием пришлось пожертвовать. И хотя его уровень и был на уровне лучших броненосных крейсеров того времени, бронирование было не сопоставимо с линкорами.
|                                                         | «Минотавр»                   | «Минотавр»                   | «Инвинсибл»                  | «Инвинсибл»                  | «Дредноут»                   | «Дредноут»                   | «Фон дер Танн»               | «Фон дер Танн»               | «Фон дер Танн»               | «Фон дер Танн»               | «Нассау»                     | «Нассау»                     |
| ------------------------------------------------------- | ---------------------------- | ---------------------------- | ---------------------------- | ---------------------------- | ---------------------------- | ---------------------------- | ---------------------------- | ---------------------------- | ---------------------------- | ---------------------------- | ---------------------------- | ---------------------------- |
| Год закладки/ввода в строй                              | 1905/1908                    | 1905/1908                    | 1906/1908                    | 1906/1908                    | 1905/1906                    | 1905/1906                    | 1908/1910                    | 1908/1910                    | 1908/1910                    | 1908/1910                    | 1907/1909                    | 1907/1909                    |
| Мощность СУ, л. с. (скорость, узлы)                     | 27 000 (23)                  | 27 000 (23)                  | 41 000 (25)                  | 41 000 (25)                  | 23 000 (21)                  | 23 000 (21)                  | 42 000 (24,8)                | 42 000 (24,8)                | 42 000 (24,8)                | 42 000 (24,8)                | 22 000 (19)                  | 22 000 (19)                  |
| Размерения                                              | 161,2×22,86×7,92             | 161,2×22,86×7,92             | 172,8×23,9×8                 | 172,8×23,9×8                 | 160,6×25×9,4                 | 160,6×25×9,4                 | 171,7×26,6×8,91              | 171,7×26,6×8,91              | 171,7×26,6×8,91              | 171,7×26,6×8,91              | 146,1×26,9×8,57              | 146,1×26,9×8,57              |
| Весовая сводка, в процентах к нормальному водоизмещению |                              |                              |                              |                              |                              |                              |                              |                              |                              |                              |                              |                              |
| Расчёт по британской системе                            | Расчёт по британской системе | Расчёт по британской системе | Расчёт по британской системе | Расчёт по британской системе | Расчёт по британской системе | Расчёт по британской системе | Расчёт по британской системе | Расчёт по британской системе | Расчёт по германской системе | Расчёт по германской системе | Расчёт по германской системе | Расчёт по германской системе |
| Корпус и судовые механизмы                              | 5609                         | 37,81 %                      | 6300                         | 35,94 %                      | 6198                         | 34,08 %                      | 6004                         | 30,7 %                       | 6100                         | 31,09 %                      | 6328,6                       | 33,54 %                      |
| Бронирование                                            | 2835                         | 19,11 %                      | 3516                         | 20,06 %                      | 5080                         | 27,93 %                      | 5693                         | 29,39 %                      | 6300                         | 32,11 %                      | 7463,6                       | 39,56 %                      |
| Энергетическая установка                                | 2571                         | 17,33 %                      | 3445                         | 19,65 %                      | 2083                         | 11,45 %                      | 3034                         | 15,66 %                      | 2850                         | 14,52 %                      | 1376,7                       | 7,30 %                       |
| Вооружение с башнями                                    | 2099                         | 14,14 %                      | 2480                         | 14,14 %                      | 3150                         | 17,32 %                      | 2604                         | 13,44 %                      | 2130                         | 10,85 %                      | 2697,5                       | 14,30 %                      |
| Топливо                                                 | 1016                         | 6,85 %                       | 1016                         | 5,8 %                        | 915                          | 5,03 %                       | 1000                         | 5,16 %                       | 1000                         | 5,1 %                        | 1000                         | 5,30 %                       |
| Команда и провизия                                      | 605                          | 4,08 %                       | 671                          | 3,83 %                       | 661                          | 3,63 %                       | 1240                         |                              | ?                            | 6,32 %                       |                              | ?                            |
| Запас водоизмещения                                     | 102                          | 0,68 %                       | 102                          | 0,58 %                       | 102                          | 0,56 %                       |                              | —                            |                              | —                            |                              | —                            |
| ИТОГО                                                   | 14 837                       | 100 %                        | 17 530                       | 100 %                        | 18 189                       | 100 %                        | 19 575                       | 100 %                        | 19 620                       | 100 %                        | 18 866,4 т                   | 100 %                        |

Германский крейсер изначально проектировался в том числе для боя в линии против британских дредноутов, поэтому, кроме высокой скорости и сильного вооружения, имел хорошую защиту. Она составляла 33 % от нормального водоизмещения и по этому уровню приближалась к линкорам. Платой за это стал рост водоизмещения — у «Фон дер Танна» оно было больше, чем у современного ему германского дредноута «Нассау».
При этом германским инженерам удалось усилить бронирование, не особо жертвуя скоростью и вооружением. Проектная скорость британского крейсера была лишь на 0,2 узла выше. Несмотря на ряд «детских болезней», турбины германского крейсера в эксплуатации показали себя достаточно надёжными. Так, при возвращении в 1911 году из Южной Америки «Фон дер Танн» прошёл 1913 миль со средней скоростью в 24 узла.
На первый взгляд вооружение германского крейсера было слабее «Инвинсибла». Но на деле 280-мм орудия «Фон дер Танна» были эквивалентны 305-мм орудиям британца. Если британский 386-кг бронебойный снаряд имел начальную скорость 831 м/с, то германский 302-кг разгонялся до 855 м/с. К тому же немцы больше внимания уделяли качеству снарядов и артиллерийской стрельбы. Поэтому немецкие снаряды не раскалывались при встрече с преградой и имели надёжный взрыватель, а точность стрельбы немецких кораблей на протяжении войны была выше, чем у британских. Сектора обстрела у немецкого крейсера также были чуть лучше — схема размещения бортовых башен на обоих была диагональной, но у «Фон дер Танна», за счёт большего разнесения по длине, эти башни имели большие сектора обстрела на противоположный борт — 125° против 75°. За счёт этого «Фон дер Танн» имел те же восемь орудий в бортовом залпе, что и у двенадцатиорудийного «Нассау».
«Фон дер Танн» был лишён и ещё одного недостатка «Инвинсибла». У британского крейсера 102-мм калибр, выбранный для противоминной артиллерии, был явно недостаточен. Изначально германский крейсер был вооружён 150-мм орудиями. Они оказались очень удачными в качестве противоминных и применялись на всех последующих германских дредноутах и линейных крейсерах. Правда, оказалось, что установка в дополнение к ним 88-мм орудий была лишней, поэтому позже их сняли, установив пару зенитных. Высота от уровня моря стволов 150-мм батареи составляла только 4,3 м, как и на крейсере «Фридрих Карл» (заложен в 1901 году), что для крупного корабля было явно недостаточно.
Защита «Фон дер Танна» была на порядок лучше, чем у «Инвинсибла». Там, где у британца был узкий пояс толщиной 152 мм, у немецкого крейсера был двухуровневый броневой пояс толщиной 250—225 мм. Это было практически эквивалентно 279-мм поясу британского линкора «Дредноут». Превосходной была и противоторпедная защита. Установка бронированной противоторпедной переборки, переборки в диаметральной плоскости, грамотная разбивка на водонепроницаемые отсеки и хорошая организация борьбы за живучесть приводили к тому, что там, где немецкие корабли после взрыва сохраняли ход, британские корабли терпели бедствие и гибли.
Несколько портило картину то, что германский крейсер был спроектирован идеальным для условий боя в Северном море — боя на ограниченной дистанции в 8000—10 000 м. Его мореходность и условия обитания экипажа были несколько хуже, чем у британских крейсеров, рассчитывавшихся для борьбы на протяжённых коммуникациях Британской империи. К тому же за время Первой мировой войны дистанции боя сильно выросли и в Ютландском сражении достигли 18 000 м. На этой дистанции начала сказываться недостаточная горизонтальная защита германского крейсера. К тому же на такой дистанции снаряды падали под большим углом, и они проходили над броневым поясом и поражали барбеты башен главного калибра в местах, где их защита была слишком тонкой.
Но в целом германская концепция оказалась лучше британской. И «Фон дер Танн» получился более сбалансированным и обладал более высокими боевыми качествами, чем британские линейные крейсера с 305-мм артиллерией — типа «Инвинсибл» и последовавшего за ним типа «Индефатигебл». При равенстве скоростей концепция Фишера «скорость лучшая защита» уже не срабатывала. И в дуэльной ситуации Ютландского сражения германский крейсер, защищённый более толстой бронёй, вышел победителем в бою против британского «Индефэтигебла».
|                                                | «Цукуба»           | «Минотавр»            | «Шарнхорст»         | «Рюрик II»        | «Теннесси»         | «Блюхер»            | «Инвинсибл»    | «Фон дер Танн»     |
| ---------------------------------------------- | ------------------ | --------------------- | ------------------- | ----------------- | ------------------ | ------------------- | -------------- | ------------------ |
| Заложен                                        | 1905 г.            | 1905 г.               | 1905 г.             | 1905 г.           | 1903 г.            | 1907 г.             | 1905 г.        | 1908 г.            |
| Вступил в строй                                | 1907 г.            | 1908 г.               | 1907 г.             | 1908 г.           | 1906 г.            | 1909 г.             | 1908 г.        | 1910 г.            |
| Размерения, м (Д×Ш×О)                          | 137,1×23×8         | 158,2×22,7×7,91       | 144,6×21,6×8,17     | 161,2×22,86×7,92  | 153,8×22,2×7,62    | 161,8×24,5×8,56     | 172,8×24×8,13  | 171,7×26,6×9,04    |
| Водоизмещение нормальное                       | 13 750 т           | 14 595 ts             | 11 616 т            | 15 170 т          | 14 500 ts          | 15 842 т            | 17 250 ts      | 19 370 т           |
| Полное                                         | 15 400 т           | 16 085 ts             | 12 985 т            | 18 500 т          | 15 715 ts          | 17 500 т            | 19 720 ts      | 21 300 т           |
| Силовая установка                              |                    |                       |                     |                   |                    |                     |                |                    |
| Мощность номинальная, л. с. (скорость, узлы)   | 20 500 (20,5)      | 27 000 (23)           | 26 000 (22,5)       | 19 700 (21)       | 27 500 (22)        | 32 000 (24,5)       | 41 000 (25)    | 42 000 (24,8)      |
| Максимальная, л. с. (скорость, узлы)           | 20 736 (20,5)      |                       | 28 783 (23,6)       | 20 580 (21,43)    |                    | 38 323 (25,4)       | 46 500 (26,64) | 79 007 (27,4)      |
| Дальность плавания, миль (при скорости, узлов) |                    | 2920 (20,5) 8150 (10) | 4800 (14) 5120 (12) |                   | 6500 (10)          | 3520 (18) 6600 (12) | 2300 (23)      | 4400 (14)          |
| Бронирование, мм                               |                    |                       |                     |                   |                    |                     |                |                    |
| Борт                                           | 178                | 152                   | 150                 | 152               | 127                | 180                 | 152            | 250                |
| Палуба                                         | 76                 | 38                    | 60                  | 38 + 25           | 76                 | 70                  | 65             | 50                 |
| Башни                                          | 178                | 203                   | 170                 | 203               | 229                | 180                 | 178            | 230                |
| Вооружение                                     | 4×305-мм 12×152-мм | 4×234-мм 10×190-мм    | 8×210-мм 6×150-мм   | 4×254-мм 8×203-мм | 4×254-мм 16×152-мм | 12×210-мм 8×150-мм  | 8×305-мм       | 8×280-мм 10×150-мм |

## Использованная литература и источники
1. 1 2  Gröner. Band 1. — S.80—81
2. 1 2 3  Staff. German Battlecruisers. — P. 3
3. ↑  Staff. German Battlecruisers. — P. 3—4
4. ↑  Staff. German Battlecruisers. — P. 4—5
5. 1 2 3 4  Мужеников В. Б. Линейные крейсера Германии. — С.25
6. 1 2 3 4 5 6 7 8 9  Gröner. Band 1. — S.81
7. 1 2 3  Campbell. Battlecruisers. — P. 20
8. ↑  Мужеников В. Б. Линейные крейсера Германии. — С.20—21
9. 1 2 3 4 5  Мужеников В. Б. Линейные крейсера Германии. — С.21
10. 1 2 3 4 5 6 7  Мужеников В. Б. Линейные крейсера Германии. — С.26
11. ↑  Staff. German Battlecruisers. — P. 7
12. ↑  Staff. German Battlecruisers. — P. 8
13. 1 2 3 4 5  Мужеников В. Б. Линейные крейсера Германии. — С.23
14. 1 2 3 4 5 6 7  Campbell. Battlecruisers. — P. 20—21
15. 1 2  Staff. German Battlecruisers. — P. 6
16. 1 2  Campbell. Battlecruisers. — P. 19
17. ↑  DiGiulian, Tony. German 28 cm/45 (11″) SK L/45 (англ.). — Описание 280-мм орудия SK L/45. Дата обращения: 2 февраля 2013. Архивировано 11 февраля 2013 года.
18. ↑  Staff. German Battlecruisers. — P. 5
19. ↑  Печуконис, 24
20. ↑  Staff. German Battlecruisers. — P. 5—6
21. ↑  DiGiulian, Tony. German 15 cm/45 (5.9") SK L/45 (англ.). — Описание 150-мм орудия SK L/45. Дата обращения: 2 февраля 2013. Архивировано 11 февраля 2013 года.
22. 1 2 3  Мужеников В. Б. Линейные крейсера Германии. — С.22
23. 1 2 3  Мужеников В. Б. Линейные крейсера Германии. — С.24
24. ↑  Мужеников В. Б. Линейные крейсера Германии. — С.24—25
25. 1 2  Gröner. Band 1. — S.80
26. ↑  Мужеников В. Б. Линейные крейсера Германии. — С.20
27. ↑  Staff. German Battlecruisers. — P. 9
28. ↑  Мужеников В. Б. Линейные крейсера Германии. — С.26—27
29. 1 2  Мужеников В. Б. Линейные крейсера Германии. — С.27
30. 1 2 3 4  Мужеников В. Б. Линейные крейсера Германии. — С.30
31. ↑  Мужеников В. Б. Линейные крейсера Германии. — С.30—31
32. 1 2 3 4  Мужеников В. Б. Линейные крейсера Германии. — С.31
33. ↑  Вильсон. Линкоры в бою. — С. 129—161.
34. 1 2  Мужеников В. Б. Линейные крейсера Германии. — С.31—33
35. 1 2 3 4 5 6  Мужеников В. Б. Линейные крейсера Германии. — С.33
36. ↑  Вильсон. Линкоры в бою. — С. 145.
37. ↑  Вильсон. Линкоры в бою. — С. 147—148.
38. 1 2 3  Staff. German Battlecruisers. — P. 11
39. ↑  Мэсси, 682
40. ↑  Мужеников В. Б. Линейные крейсера Германии. — С.34
41. ↑  Горз. Подъём затонувших кораблей., 1978, с. 126.
42. 1 2  Горз. Подъём затонувших кораблей., 1978, с. 127—150.
43. ↑  Горз. Подъём затонувших кораблей., 1978, с. 151—152.
44. ↑  Феттер. Линейные крейсера типа «Invincible». — С. 43.
45. 1 2 3  Мужеников В. Б. Линейные крейсера Англии (часть I). — С. 27.
46. ↑  Мужеников В. Б. Линейные крейсера Германии. — СПб., 1998. — С. 5—6. — 152 с. — (Боевые корабли мира).
47. ↑  Breyer, Battleships of the world, 1980, pp. 290.
48. ↑  Breyer, Battleships of the world, 1980, pp. 286.
49. ↑  Мужеников В. Б. Линейные крейсера Германии. — С.2
50. ↑  Мужеников В. Б. Линейные крейсера Германии. — С.3
51. ↑  Мужеников В. Б. Линейные крейсера Германии. — С.23—24
52. ↑  Campbell. Battlecruisers. — P. 21
53. ↑  Мужеников В. Б. Линейные крейсера Германии. — С.32
54. ↑  Roberts. Invincible Class. — P. 47.
55. ↑  Conway's, 1906—1921. — P.151
56. ↑  Феттер. Линейные крейсера типа «Invincible». — С. 5
57. ↑  Gröner. Band 1. — S.78—80
58. ↑  Феттер. Линейные крейсера типа «Invincible». — С. 6
59. ↑  Феттер. Линейные крейсера типа «Invincible». — С. 7